# Interlands Malinees voetbalelftal 2020-2029
Deze pagina toont een chronologisch en gedetailleerd overzicht van de interlands die het Malinees voetbalelftal speelt en heeft gespeeld in de periode 2020 – 2029.

## Interlands

### 2020
|                                                                        |                                                        |       |       |                                                                                   |
| 9 oktober Vriendschappelijk № 552 «onderlinge duels» 20:00 uur (UTC+3) | Mali                                                   | 3 – 0 | Ghana | Emirhan Sportcentrum, Side Toeschouwers: 0 Scheidsrechter: Halil Umut Meler (TUR) |
| 9 oktober Vriendschappelijk № 552 «onderlinge duels» 20:00 uur (UTC+3) | Hamari Traoré 3' El Bilal Touré 49' Amadou Haidara 75' |       |       | Emirhan Sportcentrum, Side Toeschouwers: 0 Scheidsrechter: Halil Umut Meler (TUR) |

|                                                                             |                           |       |         |                                                                                   |
| 13 november AK 2021 kwalificatie Groep A «onderlinge duels» 19:00 uur (UTC) | Mali                      | 1 – 0 | Namibië | Stade du 26 Mars, Bamako Toeschouwers: 0 Scheidsrechter: Mohamed Ali Moussa (NIG) |
| 13 november AK 2021 kwalificatie Groep A «onderlinge duels» 19:00 uur (UTC) | El Bilal Touré 33' (pen.) |       |         | Stade du 26 Mars, Bamako Toeschouwers: 0 Scheidsrechter: Mohamed Ali Moussa (NIG) |

|                                                                               |                   |       |                                    |                                                                                       |
| 17 november AK 2021 kwalificatie Groep A «onderlinge duels» 19:00 uur (UTC+2) | Namibië           | 1 – 2 | Mali                               | Sam Nujomastadion, Windhoek Toeschouwers: 0 Scheidsrechter: Ali Mohamed Adelaid (COM) |
| 17 november AK 2021 kwalificatie Groep A «onderlinge duels» 19:00 uur (UTC+2) | Elmo Kambindu 39' |       | 12' Sékou Koïta 37' Moussa Doumbia | Sam Nujomastadion, Windhoek Toeschouwers: 0 Scheidsrechter: Ali Mohamed Adelaid (COM) |

### 2021
| African Championship of Nations 2020 |
| ------------------------------------ |

Tijdens het African Championship of Nations bestaat het nationaal elftal altijd enkel uit spelers uit de nationale competitie.
|                                                                                 |                    |       |              |                                                                     |
| 16 januari Championship of Nations Groep A «onderlinge duels» 20:00 uur (UTC+1) | Mali               | 1 – 0 | Burkina Faso | Ahmadou Ahidjostadion, Yaoundé Scheidsrechter: Mohamed Marouf (EGY) |
| 16 januari Championship of Nations Groep A «onderlinge duels» 20:00 uur (UTC+1) | Siaka Bagayoko 70' |       |              | Ahmadou Ahidjostadion, Yaoundé Scheidsrechter: Mohamed Marouf (EGY) |

|                                                                                 |                          |       |                   |                                                                                |
| 20 januari Championship of Nations Groep A «onderlinge duels» 17:00 uur (UTC+1) | Kameroen                 | 1 – 1 | Mali              | Ahmadou Ahidjostadion, Yaoundé Scheidsrechter: Pacifique Ndabihawenimana (BDI) |
| 20 januari Championship of Nations Groep A «onderlinge duels» 17:00 uur (UTC+1) | Salomon Charles Banga 6' |       | 12' Issaka Samaké | Ahmadou Ahidjostadion, Yaoundé Scheidsrechter: Pacifique Ndabihawenimana (BDI) |

|                                                                                 |          |                  |      |                                                          |
| 24 januari Championship of Nations Groep A «onderlinge duels» 20:00 uur (UTC+1) | Zimbabwe | 0 – 1            | Mali | Japomastadion, Douala Scheidsrechter: Beida Dahane (MTN) |
| 24 januari Championship of Nations Groep A «onderlinge duels» 20:00 uur (UTC+1) |          | 11' Demba Diallo |      | Japomastadion, Douala Scheidsrechter: Beida Dahane (MTN) |

|                                                                                     |                                                                             |              |                                                                                 |                                                                   |
| 30 januari Championship of Nations Kwartfinale «onderlinge duels» 17:00 uur (UTC+1) | Mali                                                                        | 0 – 0 (n.v.) | Congo-Brazzaville                                                               | Ahmadou Ahidjostadion, Yaoundé Scheidsrechter: Peter Waweru (KEN) |
| 30 januari Championship of Nations Kwartfinale «onderlinge duels» 17:00 uur (UTC+1) |                                                                             |              |                                                                                 | Ahmadou Ahidjostadion, Yaoundé Scheidsrechter: Peter Waweru (KEN) |
| 30 januari Championship of Nations Kwartfinale «onderlinge duels» 17:00 uur (UTC+1) | Strafschoppen                                                               |              |                                                                                 | Ahmadou Ahidjostadion, Yaoundé Scheidsrechter: Peter Waweru (KEN) |
| 30 januari Championship of Nations Kwartfinale «onderlinge duels» 17:00 uur (UTC+1) | Issaka Samake Moussa Kyabou Makan Samabali Mamadou Doumba Mamadou Coulibaly | 5 – 4        | Prince Mouandzu Mapata Julfin Ondongo Hardy Binguila Yann Mokombo Pavelh Ndzila | Ahmadou Ahidjostadion, Yaoundé Scheidsrechter: Peter Waweru (KEN) |

|                                                                                      |                                                                            |              |                                                                                     |                                                              |
| 3 februari Championship of Nations Halve finale «onderlinge duels» 16:00 uur (UTC+1) | Mali                                                                       | 0 – 0 (n.v.) | Guinee                                                                              | Japomastadion, Douala Scheidsrechter: Mahmoud El Banna (EGY) |
| 3 februari Championship of Nations Halve finale «onderlinge duels» 16:00 uur (UTC+1) |                                                                            |              |                                                                                     | Japomastadion, Douala Scheidsrechter: Mahmoud El Banna (EGY) |
| 3 februari Championship of Nations Halve finale «onderlinge duels» 16:00 uur (UTC+1) | Strafschoppen                                                              |              |                                                                                     | Japomastadion, Douala Scheidsrechter: Mahmoud El Banna (EGY) |
| 3 februari Championship of Nations Halve finale «onderlinge duels» 16:00 uur (UTC+1) | Issaka Samake Moussa Kyabou Makan Samabali Sadio Kanoute Mamadou Coulibaly | 5 – 4        | Yakhouba Gnagna Barry Ismael Camara Ousmane Camara Mamadouba Bangoura Morlaye Sylla | Japomastadion, Douala Scheidsrechter: Mahmoud El Banna (EGY) |

|                                                                                |      |                                          |         |                                                                   |
| 7 februari Championship of Nations Finale «onderlinge duels» 20:00 uur (UTC+1) | Mali | 0 – 2                                    | Marokko | Ahmadou Ahidjostadion, Yaoundé Scheidsrechter: Peter Waweru (KEN) |
| 7 februari Championship of Nations Finale «onderlinge duels» 20:00 uur (UTC+1) |      | 69' Soufiane Bouftini 79' Ayoub El Kaabi |         | Ahmadou Ahidjostadion, Yaoundé Scheidsrechter: Peter Waweru (KEN) |

|  |  |  |  |  |  |  |  |  |

|                                                                          |                     |       |      |                                                                                       |
| 24 maart AK 2021 kwalificatie Groep A «onderlinge duels» 16:00 uur (UTC) | Guinee              | 1 – 0 | Mali | Stade du 28 Septembre, Conakry Toeschouwers: 0 Scheidsrechter: Youssef Essrayri (TUN) |
| 24 maart AK 2021 kwalificatie Groep A «onderlinge duels» 16:00 uur (UTC) | Seydouba Soumah 76' |       |      | Stade du 28 Septembre, Conakry Toeschouwers: 0 Scheidsrechter: Youssef Essrayri (TUN) |

|                                                             |      |                  |        |  |
| 17 november AK 2021 kwalificatie Groep A «onderlinge duels» | Mali | 3 – 0 r Afgelast | Tsjaad |  |
| 17 november AK 2021 kwalificatie Groep A «onderlinge duels» |      |                  |        |  |

|                                                               |                  |       |      |                                                                                        |
| 6 juni Vriendschappelijk «onderlinge duels» 20:45 uur (UTC+1) | Algerije         | 1 – 0 | Mali | Mustapha Tchakerstadion, Blida Toeschouwers: 0 Scheidsrechter: Ahmed El Ghandour (EGY) |
| 6 juni Vriendschappelijk «onderlinge duels» 20:45 uur (UTC+1) | Riyad Mahrez 56' |       |      | Mustapha Tchakerstadion, Blida Toeschouwers: 0 Scheidsrechter: Ahmed El Ghandour (EGY) |

|                                                                |                 |       |                     |                                                             |
| 11 juni Vriendschappelijk «onderlinge duels» 16:00 uur (UTC+1) | Congo-Kinshasa  | 1 – 1 | Mali                | Stade El Menzah, Tunis Toeschouwers: 0 Scheidsrechter: onb. |
| 11 juni Vriendschappelijk «onderlinge duels» 16:00 uur (UTC+1) | Ben Malango 86' |       | 4' Kalifa Coulibaly | Stade El Menzah, Tunis Toeschouwers: 0 Scheidsrechter: onb. |

|                                                                |                      |       |      |                                                                                                 |
| 15 juni Vriendschappelijk «onderlinge duels» 20:30 uur (UTC+1) | Tunesië              | 1 – 0 | Mali | Stade Olympique Hammadi Agrebi, Radès Toeschouwers: 0 Scheidsrechter: Ibrahim Nour El Din (EGY) |
| 15 juni Vriendschappelijk «onderlinge duels» 20:30 uur (UTC+1) | Anis Ben Slimane 90' |       |      | Stade Olympique Hammadi Agrebi, Radès Toeschouwers: 0 Scheidsrechter: Ibrahim Nour El Din (EGY) |

|                                                                               |                  |       |        |                                                                                  |
| 1 september WK 2022 kwalificatie Groep E «onderlinge duels» 20:00 uur (UTC+1) | Mali             | 1 – 0 | Rwanda | Stade Adrar, Agadir (Marokko) Toeschouwers: 0 Scheidsrechter: Beida Dahane (MTN) |
| 1 september WK 2022 kwalificatie Groep E «onderlinge duels» 20:00 uur (UTC+1) | Adama Traoré 19' |       |        | Stade Adrar, Agadir (Marokko) Toeschouwers: 0 Scheidsrechter: Beida Dahane (MTN) |

|                                                                               |         |       |      |                                                                                           |
| 6 september WK 2022 kwalificatie Groep E «onderlinge duels» 14:00 uur (UTC+3) | Oeganda | 0 – 0 | Mali | St. Mary's-stadion, Entebbe Toeschouwers: 0 Scheidsrechter: Ahmad Imtehaz Heeralall (MTS) |
| 6 september WK 2022 kwalificatie Groep E «onderlinge duels» 14:00 uur (UTC+3) |         |       |      | St. Mary's-stadion, Entebbe Toeschouwers: 0 Scheidsrechter: Ahmad Imtehaz Heeralall (MTS) |

|                                                                             |                                                                                                 |       |       |                                                                                      |
| 7 oktober WK 2022 kwalificatie Groep E «onderlinge duels» 20:00 uur (UTC+1) | Mali                                                                                            | 5 – 0 | Kenia | Stade Adrar, Agadir (Marokko) Toeschouwers: 0 Scheidsrechter: Youssef Essrayri (TUN) |
| 7 oktober WK 2022 kwalificatie Groep E «onderlinge duels» 20:00 uur (UTC+1) | Adama Traoré 8' Ibrahima Koné 22' Ibrahima Koné 36' Ibrahima Koné 45' (pen.) Moussa Doumbia 85' |       |       | Stade Adrar, Agadir (Marokko) Toeschouwers: 0 Scheidsrechter: Youssef Essrayri (TUN) |

|                                                                              |       |                   |      |                                                                                    |
| 10 oktober WK 2022 kwalificatie Groep E «onderlinge duels» 16:00 uur (UTC+3) | Kenia | 0 – 1             | Mali | Nationaal Stadion Nyayo, Nairobi Toeschouwers: 0 Scheidsrechter: Blaise Ngwa (CMR) |
| 10 oktober WK 2022 kwalificatie Groep E «onderlinge duels» 16:00 uur (UTC+3) |       | 55' Ibrahima Koné |      | Nationaal Stadion Nyayo, Nairobi Toeschouwers: 0 Scheidsrechter: Blaise Ngwa (CMR) |

|                                                                               |        |                                                           |      |                                                                                            |
| 11 november WK 2022 kwalificatie Groep E «onderlinge duels» 18:00 uur (UTC+2) | Rwanda | 0 – 3                                                     | Mali | Nyamirambostadion, Kigali Toeschouwers: 0 Scheidsrechter: Hélder Martins de Carvalho (ANG) |
| 11 november WK 2022 kwalificatie Groep E «onderlinge duels» 18:00 uur (UTC+2) |        | 19' Moussa Djenepo 21' Ibrahima Koné 87' Kalifa Coulibaly |      | Nyamirambostadion, Kigali Toeschouwers: 0 Scheidsrechter: Hélder Martins de Carvalho (ANG) |

|                                                                               |                      |       |         |                                                                                           |
| 14 november WK 2022 kwalificatie Groep E «onderlinge duels» 17:00 uur (UTC+1) | Mali                 | 1 – 0 | Oeganda | Stade Adrar, Agadir (Marokko) Toeschouwers: 0 Scheidsrechter: Bamlak Tessema Weyesa (ETH) |
| 14 november WK 2022 kwalificatie Groep E «onderlinge duels» 17:00 uur (UTC+1) | Kalifa Coulibaly 19' |       |         | Stade Adrar, Agadir (Marokko) Toeschouwers: 0 Scheidsrechter: Bamlak Tessema Weyesa (ETH) |

### 2022
| Afrikaans kampioenschap voetbal 2021 |
| ------------------------------------ |

|                                                                    |         |                   |      | |
| 12 januari Afrika Cup Groep F «onderlinge duels» 14:00 uur (UTC+1) | Tunesië | 0 – 1             | Mali | Limbestadion, Limbe Toeschouwers: 7.635 Scheidsrechter: Janny Sikazwe (ZAM) Video-assistent: Adil Zourak (MAR) |
| 12 januari Afrika Cup Groep F «onderlinge duels» 14:00 uur (UTC+1) |         | 48' Ibrahima Koné |      | Limbestadion, Limbe Toeschouwers: 7.635 Scheidsrechter: Janny Sikazwe (ZAM) Video-assistent: Adil Zourak (MAR) |

|                                                                    |                        |       |                          | |
| 16 januari Afrika Cup Groep F «onderlinge duels» 14:00 uur (UTC+1) | Gambia                 | 1 – 1 | Mali                     | Limbestadion, Limbe Toeschouwers: 7.032 Scheidsrechter: Samir Guezzaz (MAR) Video-assistent: Redouane Jiyed (MAR) |
| 16 januari Afrika Cup Groep F «onderlinge duels» 14:00 uur (UTC+1) | Musa Barrow 90' (pen.) |       | 79' (pen.) Ibrahima Koné | Limbestadion, Limbe Toeschouwers: 7.032 Scheidsrechter: Samir Guezzaz (MAR) Video-assistent: Redouane Jiyed (MAR) |

|                                                                    |                                              |       |            | |
| 20 januari Afrika Cup Groep F «onderlinge duels» 20:00 uur (UTC+1) | Mali                                         | 2 – 0 | Mauritanië | Japomastadion, Douala Toeschouwers: 18.657 Scheidsrechter: Bernard Camille (SEY) Video-assistent: Adil Zourak (MAR) |
| 20 januari Afrika Cup Groep F «onderlinge duels» 20:00 uur (UTC+1) | Massadio Haïdara 2' Ibrahima Koné 49' (pen.) |       |            | Japomastadion, Douala Toeschouwers: 18.657 Scheidsrechter: Bernard Camille (SEY) Video-assistent: Adil Zourak (MAR) |

|                                                                       | |              | |                                                                                             |
| 26 januari Afrika Cup Achtste finale «onderlinge duels» 20:00 (UTC+1) | Mali | 0 – 0 (n.v.) | Equatoriaal-Guinea                                                                                     | Limbestadion, Limbe Scheidsrechter: Bakary Gassama (GAM) Video-assistent: Adil Zourak (MAR) |
| 26 januari Afrika Cup Achtste finale «onderlinge duels» 20:00 (UTC+1) | |              | | Limbestadion, Limbe Scheidsrechter: Bakary Gassama (GAM) Video-assistent: Adil Zourak (MAR) |
| 26 januari Afrika Cup Achtste finale «onderlinge duels» 20:00 (UTC+1) | Strafschoppen |              | | Limbestadion, Limbe Scheidsrechter: Bakary Gassama (GAM) Video-assistent: Adil Zourak (MAR) |
| 26 januari Afrika Cup Achtste finale «onderlinge duels» 20:00 (UTC+1) | Adama Traoré Moussa Djenepo Massadio Haïdara Hamari Traoré El Bilal Touré Aliou Dieng Mohamed Camara Falaye Sacko | 5 – 6        | Emilio Nsue Rubén Belima Carlos Akapo Jannick Buyla Pablo Ganet Saúl Coco Iban Salvador Santiago Eneme | Limbestadion, Limbe Scheidsrechter: Bakary Gassama (GAM) Video-assistent: Adil Zourak (MAR) |

|  |  |  |  |  |  |  |  |  |

|                                                                           |      |                           |         | |
| 25 maart WK 2022 kwalificatie Play-off «onderlinge duels» 17:00 uur (UTC) | Mali | 0 – 1                     | Tunesië | Stade du 26 Mars, Bamako Toeschouwers: 50.000 Scheidsrechter: Bamlak Tessema Weyesa (ETH) Video-assistent: José María Sánchez Martínez (ESP) |
| 25 maart WK 2022 kwalificatie Play-off «onderlinge duels» 17:00 uur (UTC) |      | 36' (e.d.) Moussa Sissako |         | Stade du 26 Mars, Bamako Toeschouwers: 50.000 Scheidsrechter: Bamlak Tessema Weyesa (ETH) Video-assistent: José María Sánchez Martínez (ESP) |

|                                                                             |         |       |      | |
| 29 maart WK 2022 kwalificatie Play-off «onderlinge duels» 20:30 uur (UTC+1) | Tunesië | 0 – 0 | Mali | Stade Olympique Hammadi Agrebi, Radès Toeschouwers: 50.000 Scheidsrechter: Maguette Ndiaye (SEN) Video-assistent: Pol van Boekel (NED) |
| 29 maart WK 2022 kwalificatie Play-off «onderlinge duels» 20:30 uur (UTC+1) |         |       |      | Stade Olympique Hammadi Agrebi, Radès Toeschouwers: 50.000 Scheidsrechter: Maguette Ndiaye (SEN) Video-assistent: Pol van Boekel (NED) |

|                                                                        |                                                                              |       |                   |                                                                |
| 4 juni AK 2023 kwalificatie Groep G «onderlinge duels» 19:00 uur (UTC) | Mali                                                                         | 4 – 0 | Congo-Brazzaville | Stade du 26 Mars, Bamako Scheidsrechter: Abdel Aziz Bouh (MTN) |
| 4 juni AK 2023 kwalificatie Groep G «onderlinge duels» 19:00 uur (UTC) | Mohamed Camara 1' El Bilal Touré 11' El Bilal Touré 40' Kalifa Coulibaly 44' |       |                   | Stade du 26 Mars, Bamako Scheidsrechter: Abdel Aziz Bouh (MTN) |

|                                                                          |                             |       |                                                        |                                                                           |
| 9 juni AK 2023 kwalificatie Groep G «onderlinge duels» 15:00 uur (UTC+3) | Zuid-Soedan                 | 1 – 3 | Mali                                                   | St. Mary's-stadion, Entebbe (Oeganda) Scheidsrechter: Mashood Ssali (UGA) |
| 9 juni AK 2023 kwalificatie Groep G «onderlinge duels» 15:00 uur (UTC+3) | Boubakar Kouyaté 29' (e.d.) |       | 59' Mohamed Camara 90+3' Sékou Koïta 90+5' Aliou Dieng | St. Mary's-stadion, Entebbe (Oeganda) Scheidsrechter: Mashood Ssali (UGA) |

|                                                                   |                   |       |        |                                                                 |
| 23 september Vriendschappelijk «onderlinge duels» 19:00 uur (UTC) | Mali              | 1 – 0 | Zambia | Stade du 26 Mars, Bamako Scheidsrechter: Younoussa Camara (GUI) |
| 23 september Vriendschappelijk «onderlinge duels» 19:00 uur (UTC) | El Bilal Touré 9' |       |        | Stade du 26 Mars, Bamako Scheidsrechter: Younoussa Camara (GUI) |

|                                                                   |      |             |        |                                                                |
| 26 september Vriendschappelijk «onderlinge duels» 19:00 uur (UTC) | Mali | 0 – 0 gest. | Zambia | Stade du 26 Mars, Bamako Scheidsrechter: Abdoulaye Manet (GUI) |
| 26 september Vriendschappelijk «onderlinge duels» 19:00 uur (UTC) |      |             |        | Stade du 26 Mars, Bamako Scheidsrechter: Abdoulaye Manet (GUI) |

|                                                                    |                           |       |                      |                                                                                |
| 16 november Vriendschappelijk «onderlinge duels» 20:30 uur (UTC+1) | Algerije                  | 1 – 1 | Mali                 | Olympisch Stadion, Oran Toeschouwers: 16.500 Scheidsrechter: Amir Lousif (TUN) |
| 16 november Vriendschappelijk «onderlinge duels» 20:30 uur (UTC+1) | Riyad Mahrez 45+1' (pen.) |       | 58' Massadio Haïdara | Olympisch Stadion, Oran Toeschouwers: 16.500 Scheidsrechter: Amir Lousif (TUN) |

### 2023
| African Championship of Nations 2022 |
| ------------------------------------ |

Tijdens het African Championship of Nations bestaat het nationaal elftal altijd enkel uit spelers uit de nationale competitie.
|                                                                                 |                                                           |       |                                |                                                           |
| 16 januari Championship of Nations Groep D «onderlinge duels» 17:00 uur (UTC+1) | Mali                                                      | 3 – 3 | Angola                         | Olympisch Stadion, Oran Scheidsrechter: Karim Sabry (MAR) |
| 16 januari Championship of Nations Groep D «onderlinge duels» 17:00 uur (UTC+1) | Hamidou Sinayoko 23' Yoro Diaby 79' Ousmane Coulibaly 83' |       | 12' Depú 26' Depú 72' Gilberto | Olympisch Stadion, Oran Scheidsrechter: Karim Sabry (MAR) |

|                                                                                 |                |       |      |                                                                                |
| 24 januari Championship of Nations Groep D «onderlinge duels» 17:00 uur (UTC+1) | Mauritanië     | 1 – 0 | Mali | Olympisch Stadion, Oran Toeschouwers: 4.389 Scheidsrechter: Mohamed Adel (EGY) |
| 24 januari Championship of Nations Groep D «onderlinge duels» 17:00 uur (UTC+1) | Mamadou Sy 53' |       |      | Olympisch Stadion, Oran Toeschouwers: 4.389 Scheidsrechter: Mohamed Adel (EGY) |

|  |  |  |  |  |  |  |  |  |

|                                                                          |                                      |       |        |                                                              |
| 24 maart AK 2023 kwalificatie Groep G «onderlinge duels» 19:00 uur (UTC) | Mali                                 | 2 – 0 | Gambia | Stade du 26 Mars, Bamako Scheidsrechter: Jean Ouattara (BUR) |
| 24 maart AK 2023 kwalificatie Groep G «onderlinge duels» 19:00 uur (UTC) | Kamory Doumbia 3' Adama Traoré 90+5' |       |        | Stade du 26 Mars, Bamako Scheidsrechter: Jean Ouattara (BUR) |

|                                                                          |                 |       |      |                                                                                       |
| 28 maart AK 2023 kwalificatie Groep G «onderlinge duels» 16:00 uur (UTC) | Gambia          | 1 – 0 | Mali | Stade Mohammed V, Casablanca (Marokko) Scheidsrechter: Kouassi Attisso Attiogbe (TOG) |
| 28 maart AK 2023 kwalificatie Groep G «onderlinge duels» 16:00 uur (UTC) | Omar Colley 79' |       |      | Stade Mohammed V, Casablanca (Marokko) Scheidsrechter: Kouassi Attisso Attiogbe (TOG) |

|                                                                           |                   |                                     |      |                                                                                |
| 18 juni AK 2023 kwalificatie Groep G «onderlinge duels» 17:00 uur (UTC+1) | Congo-Brazzaville | 0 – 2                               | Mali | Stade Alphonse Massemba-Débat, Brazzaville Scheidsrechter: Samir Guezzaz (MAR) |
| 18 juni AK 2023 kwalificatie Groep G «onderlinge duels» 17:00 uur (UTC+1) |                   | 62' Ibrahima Koné 73' Nene Dorgeles |      | Stade Alphonse Massemba-Débat, Brazzaville Scheidsrechter: Samir Guezzaz (MAR) |

|                                                                             |                                                                           |       |             |                                                             |
| 8 september AK 2023 kwalificatie Groep G «onderlinge duels» 19:00 uur (UTC) | Mali                                                                      | 4 – 0 | Zuid-Soedan | Stade du 26 Mars, Bamako Scheidsrechter: Mehrez Melki (TUN) |
| 8 september AK 2023 kwalificatie Groep G «onderlinge duels» 19:00 uur (UTC) | Ibrahima Koné 10' Kamory Doumbia 29' Kamory Doumbia 57' Nene Dorgeles 82' |       |             | Stade du 26 Mars, Bamako Scheidsrechter: Mehrez Melki (TUN) |

|                                                                   |           |             |      |                                                                                |
| 12 september Vriendschappelijk «onderlinge duels» 19:00 uur (UTC) | Ivoorkust | 0 – 0 gest. | Mali | Stade olympique Alassane Ouattara, Abidjan Scheidsrechter: Aklesso Gnama (TOG) |
| 12 september Vriendschappelijk «onderlinge duels» 19:00 uur (UTC) |           |             |      | Stade olympique Alassane Ouattara, Abidjan Scheidsrechter: Aklesso Gnama (TOG) |

|                                                                 |                             |       |         |                                                               |
| 13 oktober Vriendschappelijk «onderlinge duels» 19:00 uur (UTC) | Mali                        | 1 – 0 | Oeganda | Stade du 26 Mars, Bamako Scheidsrechter: Vincent Kaboré (BUR) |
| 13 oktober Vriendschappelijk «onderlinge duels» 19:00 uur (UTC) | Lassine Sinayoko 74' (pen.) |       |         | Stade du 26 Mars, Bamako Scheidsrechter: Vincent Kaboré (BUR) |

|                                                                   |                      |       |                                                           |                                                                                   |
| 17 oktober Vriendschappelijk «onderlinge duels» 16:00 uur (UTC+1) | Saoedi-Arabië        | 1 – 3 | Mali                                                      | Estádio Municipal, Portimão Toeschouwers: 150 Scheidsrechter: António Nobre (POR) |
| 17 oktober Vriendschappelijk «onderlinge duels» 16:00 uur (UTC+1) | Salem Al-Dawsari 58' |       | 14' Moussa Doumbia 42' Hamari Traoré 71' Lassina Sinayoko | Estádio Municipal, Portimão Toeschouwers: 150 Scheidsrechter: António Nobre (POR) |

|                                                                             |                                                                |       |                          |                                                                        |
| 17 november WK 2026 kwalificatie Groep I «onderlinge duels» 19:00 uur (UTC) | Mali                                                           | 3 – 1 | Tsjaad                   | Stade du 26 Mars, Bamako Scheidsrechter: Ahmad Imtehaz Heeralall (MRI) |
| 17 november WK 2026 kwalificatie Groep I «onderlinge duels» 19:00 uur (UTC) | Kamory Doumbia 45' Youssoufou Niakaté 77' Ibrahima Sissoko 81' |       | 53' Marius Mouandilmadji | Stade du 26 Mars, Bamako Scheidsrechter: Ahmad Imtehaz Heeralall (MRI) |

|                                                                             |                    |       |                        |                                                                                      |
| 20 november WK 2026 kwalificatie Groep I «onderlinge duels» 19:00 uur (UTC) | Mali               | 1 – 1 | Centr.-Afrik. Rep.     | Stade du 26 Mars, Bamako Toeschouwers: 30.000 Scheidsrechter: Georges Gatogato (BDI) |
| 20 november WK 2026 kwalificatie Groep I «onderlinge duels» 19:00 uur (UTC) | Kamory Doumbia 76' |       | 79' Geoffrey Kondogbia | Stade du 26 Mars, Bamako Toeschouwers: 30.000 Scheidsrechter: Georges Gatogato (BDI) |

### 2024
|                                                                | |       |                                |                                                               |
| 6 januari Vriendschappelijk «onderlinge duels» 19:00 uur (UTC) | Mali | 6 – 2 | Guinee-Bissau                  | Stade du 26 Mars, Bamako Scheidsrechter: Bangaly Konate (GUI) |
| 6 januari Vriendschappelijk «onderlinge duels» 19:00 uur (UTC) | Youssoufou Niakaté 6' Lassana Coulibaly 15' Kamory Doumbia 40' Nene Dorgeles 68' Falaye Sacko 75' Nene Dorgeles 85' |       | 37' Mama Baldé 42' Carlos Mané | Stade du 26 Mars, Bamako Scheidsrechter: Bangaly Konate (GUI) |

| Afrikaans kampioenschap voetbal 2023 |
| ------------------------------------ |

|                                                                  |                                        |       |             | |
| 16 januari Afrika Cup Groep E «onderlinge duels» 20:00 uur (UTC) | Mali                                   | 2 – 0 | Zuid-Afrika | Amadou Gon Coulibalystadion, Korhogo Toeschouwers: 16.894 Scheidsrechter: Mohamed Adel (EGY) Video-assistent: Lahlou Benbraham (ALG) |
| 16 januari Afrika Cup Groep E «onderlinge duels» 20:00 uur (UTC) | Hamari Traoré 60' Lassine Sinayoko 66' |       |             | Amadou Gon Coulibalystadion, Korhogo Toeschouwers: 16.894 Scheidsrechter: Mohamed Adel (EGY) Video-assistent: Lahlou Benbraham (ALG) |

|                                                                  |                 |       |                      | |
| 20 januari Afrika Cup Groep E «onderlinge duels» 20:00 uur (UTC) | Tunesië         | 1 – 1 | Mali                 | Amadou Gon Coulibalystadion, Korhogo Toeschouwers: 18.130 Scheidsrechter: Daniel Nii Laryea (GHA) Video-assistent: Salima Mukansanga (RWA) |
| 20 januari Afrika Cup Groep E «onderlinge duels» 20:00 uur (UTC) | Hamza Rafia 20' |       | 10' Lassine Sinayoko | Amadou Gon Coulibalystadion, Korhogo Toeschouwers: 18.130 Scheidsrechter: Daniel Nii Laryea (GHA) Video-assistent: Salima Mukansanga (RWA) |

|                                                                  |         |       |      | |
| 24 januari Afrika Cup Groep E «onderlinge duels» 17:00 uur (UTC) | Namibië | 0 – 0 | Mali | Laurent Pokoustadion, San-Pédro Toeschouwers: 15.231 Scheidsrechter: Samuel Uwikunda (RWA) Video-assistent: Lahlou Benbraham (ALG) |
| 24 januari Afrika Cup Groep E «onderlinge duels» 17:00 uur (UTC) |         |       |      | Laurent Pokoustadion, San-Pédro Toeschouwers: 15.231 Scheidsrechter: Samuel Uwikunda (RWA) Video-assistent: Lahlou Benbraham (ALG) |

|                                                                         |                                               |       |                            | |
| 30 januari Afrika Cup Achtste finale «onderlinge duels» 17:00 uur (UTC) | Mali                                          | 2 – 1 | Burkina Faso               | Amadou Gon Coulibalystadion, Korhogo Toeschouwers: 19.184 Scheidsrechter: Ibrahim Mutaz (LBA) Video-assistent: Lahlou Benbraham (ALG) |
| 30 januari Afrika Cup Achtste finale «onderlinge duels» 17:00 uur (UTC) | Edmond Tapsoba 3' (e.d.) Lassine Sinayoko 47' |       | 57' (pen.) Bertrand Traoré | Amadou Gon Coulibalystadion, Korhogo Toeschouwers: 19.184 Scheidsrechter: Ibrahim Mutaz (LBA) Video-assistent: Lahlou Benbraham (ALG) |

|                                                                      |                   |              |                                        | |
| 3 februari Afrika Cup Kwartfinale «onderlinge duels» 17:00 uur (UTC) | Mali              | 1 – 2 (n.v.) | Ivoorkust                              | Stade Bouaké, Bouaké Toeschouwers: 39.836 Scheidsrechter: Mohamed Adel (EGY) Video-assistent: Akhona Makalima (ZAF) |
| 3 februari Afrika Cup Kwartfinale «onderlinge duels» 17:00 uur (UTC) | Nene Dorgeles 71' |              | 90' Simon Adingra 120+2' Oumar Diakité | Stade Bouaké, Bouaké Toeschouwers: 39.836 Scheidsrechter: Mohamed Adel (EGY) Video-assistent: Akhona Makalima (ZAF) |

|  |  |  |  |  |  |  |  |  |

|                                                               |                                     |       |            |                                                                  |
| 22 maart Vriendschappelijk «onderlinge duels» 22:00 uur (UTC) | Mali                                | 2 – 0 | Mauritanië | Stade de Marrakech, Marrakesh Scheidsrechter: Mehrez Melki (TUN) |
| 22 maart Vriendschappelijk «onderlinge duels» 22:00 uur (UTC) | Modibo Sagnan 9' El Bilal Touré 12' |       |            | Stade de Marrakech, Marrakesh Scheidsrechter: Mehrez Melki (TUN) |

|                                                               |         |                                       |      |                                                                                     |
| 26 maart Vriendschappelijk «onderlinge duels» 20:00 uur (UTC) | Nigeria | 0 – 2                                 | Mali | Stade de Marrakech, Marrakesh Toeschouwers: 370 Scheidsrechter: Samir Guezzaz (MAR) |
| 26 maart Vriendschappelijk «onderlinge duels» 20:00 uur (UTC) |         | 18' El Bilal Touré 87' Kamory Doumbia |      | Stade de Marrakech, Marrakesh Toeschouwers: 370 Scheidsrechter: Samir Guezzaz (MAR) |

|                                                                        |                      |       |                                     |                                                                               |
| 6 juni WK 2026 kwalificatie Groep I «onderlinge duels» 19:00 uur (UTC) | Mali                 | 1 – 2 | Ghana                               | Stade du 26 Mars, Bamako Toeschouwers: 50.200 Scheidsrechter: Amin Omar (EGY) |
| 6 juni WK 2026 kwalificatie Groep I «onderlinge duels» 19:00 uur (UTC) | Kamory Doumbia 45+1' |       | 58' Ernest Nuamah 90+4' Jordan Ayew | Stade du 26 Mars, Bamako Toeschouwers: 50.200 Scheidsrechter: Amin Omar (EGY) |

|                                                                           |            |       |      |                                                                                      |
| 11 juni WK 2026 kwalificatie Groep I «onderlinge duels» 15:00 uur (UTC+2) | Madagaskar | 0 – 0 | Mali | FNB Stadium, Johannesburg (Zuid-Afrika) Scheidsrechter: Patrice Tanguy Mebiame (GAB) |
| 11 juni WK 2026 kwalificatie Groep I «onderlinge duels» 15:00 uur (UTC+2) |            |       |      | FNB Stadium, Johannesburg (Zuid-Afrika) Scheidsrechter: Patrice Tanguy Mebiame (GAB) |

|                                                                             |                   |       |                 |                                                                                           |
| 6 september AK 2025 kwalificatie Groep I «onderlinge duels» 19:00 uur (UTC) | Mali              | 1 – 1 | Mozambique      | Stade du 26 Mars, Bamako Toeschouwers: 49.000 Scheidsrechter: Alhadi Allaou Mahamat (CHA) |
| 6 september AK 2025 kwalificatie Groep I «onderlinge duels» 19:00 uur (UTC) | Yves Bissouma 52' |       | 37' Geny Catamo | Stade du 26 Mars, Bamako Toeschouwers: 49.000 Scheidsrechter: Alhadi Allaou Mahamat (CHA) |

|                                                                                |           |                  |      | |
| 10 september AK 2025 kwalificatie Groep I «onderlinge duels» 15:00 uur (UTC+2) | Swaziland | 0 – 1            | Mali | Mbombelastadion, Mbombela (Zuid-Afrika) Toeschouwers: 406 Scheidsrechter: Jean-Claude Ishimwe (RWA) |
| 10 september AK 2025 kwalificatie Groep I «onderlinge duels» 15:00 uur (UTC+2) |           | 7' Yves Bissouma |      | Mbombelastadion, Mbombela (Zuid-Afrika) Toeschouwers: 406 Scheidsrechter: Jean-Claude Ishimwe (RWA) |

|                                                                            |                    |       |               |                                                                |
| 11 oktober AK 2025 kwalificatie Groep I «onderlinge duels» 19:00 uur (UTC) | Mali               | 1 – 0 | Guinee-Bissau | Stade du 26 Mars, Bamako Scheidsrechter: Samuel Uwikunda (RWA) |
| 11 oktober AK 2025 kwalificatie Groep I «onderlinge duels» 19:00 uur (UTC) | El Bilal Touré 62' |       |               | Stade du 26 Mars, Bamako Scheidsrechter: Samuel Uwikunda (RWA) |

|                                                                            |               |       |      |                                                                    |
| 14 oktober AK 2025 kwalificatie Groep I «onderlinge duels» 16:00 uur (UTC) | Guinee-Bissau | 0 – 0 | Mali | Estádio 24 de Setembro, Bissau Scheidsrechter: Jean Ouattara (BUR) |
| 14 oktober AK 2025 kwalificatie Groep I «onderlinge duels» 16:00 uur (UTC) |               |       |      | Estádio 24 de Setembro, Bissau Scheidsrechter: Jean Ouattara (BUR) |

|                                                                               |            |                    |      |                                                                 |
| 15 november AK 2025 kwalificatie Groep I «onderlinge duels» 17:00 uur (UTC+2) | Mozambique | 0 – 1              | Mali | Estádio do Zimpeto, Maputo Scheidsrechter: Dickens Mimisa (KEN) |
| 15 november AK 2025 kwalificatie Groep I «onderlinge duels» 17:00 uur (UTC+2) |            | 19' Kamory Doumbia |      | Estádio do Zimpeto, Maputo Scheidsrechter: Dickens Mimisa (KEN) |

|                                                                             | |       |           |                                                                   |
| 19 november AK 2025 kwalificatie Groep I «onderlinge duels» 15:00 uur (UTC) | Mali | 6 – 0 | Swaziland | Stade du 26 Mars, Bamako Scheidsrechter: Mohamed Ali Moussa (NIG) |
| 19 november AK 2025 kwalificatie Groep I «onderlinge duels» 15:00 uur (UTC) | El Bilal Touré 7' Dorgeles Nene 17' Dorgeles Nene 23' Kamory Doumbia 42' Dorgeles Nene 76' Kamory Doumbia 89' |       |           | Stade du 26 Mars, Bamako Scheidsrechter: Mohamed Ali Moussa (NIG) |

FMF · A-internationals · Bondscoaches · Malinees vrouwenelftal · Olympisch elftal
1960 – 1969 · 
1970 – 1979 · 
1980 – 1989 · 
1990 – 1999 · 
2000 – 2009 · 
2010 – 2019 · 
2020 – 2029
OS 2004
1962 · 
1963 · 
1964 · 
1965 · 
1966 · 
1967 · 
1968 · 
1969 · 
1970 · 
1971 · 
1972 · 
1973 · 
1974 · 
1975 · 
1976 · 
1977 · 
1978 · 
1979 · 
1980 · 
1981 · 
1982 · 
1983 · 
1984 · 
1985 · 
1986 · 
1987 · 
1988 · 
1989 · 
1990 · 
1991 · 
1992 · 
1993 · 
1994 · 
1995 · 
1996 · 
1997 · 
1998 · 
1999 · 
2000 · 
2001 · 
2002 · 
2003 · 
2004 · 
2005 · 
2006 · 
2007 · 
2008 · 
2009 · 
2010 · 
2011 · 
2012 · 
2013 · 
2014 ·
2015 ·
2016 ·
2017 ·
2018 ·
2019 ·
2020 ·
2021 ·
2022 ·
2023 ·
2024
Algerije · 
Angola · 
Benin · 
Botswana · 
Burkina Faso ·
Burundi · 
Centraal-Afrikaanse Republiek ·
China · 
Comoren ·
Congo-Brazzaville · 
Congo-Kinshasa · 
DDR · 
Egypte · 
Equatoriaal-Guinea · 
Eritrea · 
Ethiopië ·
Gabon · 
Gambia · 
Ghana · 
Guinee · 
Guinee-Bissau · 
Iran · 
Ivoorkust · 
Japan ·
Kaapverdië · 
Kameroen · 
Kenia · 
Koeweit · 
Kroatië ·
Liberia · 
Libië · 
Litouwen · 
Madagaskar · 
Malawi · 
Marokko ·
Mauritanië ·
Mozambique ·
Namibië ·
Niger ·
Nigeria ·
Noord-Korea ·
Oeganda ·
Oman ·
Qatar ·
Rwanda ·
Saoedi-Arabië ·
Senegal ·
Seychellen ·
Sierra Leone ·
Soedan ·
Swaziland ·
Togo ·
Tsjaad ·
Tunesië ·
Zambia ·
Zimbabwe ·
Zuid-Afrika ·
Zuid-Korea ·
Zuid-Soedan
CONMEBOL: Argentinië · Bolivia · Brazilië · Chili · Colombia · Ecuador · Paraguay · Peru · Uruguay · Venezuela

UEFA: Albanië · Andorra · Armenië · Azerbeidzjan · België · Bosnië en Herzegovina · Bulgarije · Cyprus · Denemarken · Duitsland · Engeland · Estland · Faeröer · Finland · Frankrijk · Georgië · Gibraltar · Griekenland · Hongarije · IJsland · Ierland · Israël · Italië · Kazachstan · Kosovo · Kroatië · Letland · Liechtenstein · Litouwen · Luxemburg · Malta · Moldavië · Montenegro · Nederland · Noord-Ierland · Noord-Macedonië · Noorwegen · Oekraïne · Oostenrijk · Polen · Portugal · Roemenië · Rusland · San Marino · Schotland · Servië · Slovenië · Slowakije · Spanje · Tsjechië · Turkije · Wales · Wit-Rusland · Zweden · Zwitserland

AFC: Australië · China · Irak · Iran · Japan · Libanon · Oezbekistan · Oman · Qatar · Saoedi-Arabië · Syrië · Verenigde Arabische Emiraten · Vietnam · Zuid-Korea

CAF: Algerije · Burkina Faso · Congo-Kinshasa · Egypte · Ghana · Ivoorkust · Kaapverdië · Kameroen · Mali · Marokko · Nigeria · Senegal · Tunesië · Zuid-Afrika

CONCACAF: Canada · Costa Rica · Curaçao · El Salvador · Honduras · Jamaica · Mexico · Panama · Suriname · Verenigde Staten

OFC: Nieuw-Zeeland